# Teurnia
Tiburnia
Teurnia ou Tiburnia est le nom d'une ancienne localité située en province romaine de Norique dont elle a été le chef-lieu avant d'en devenir un siège épiscopal à l'époque chrétienne.
Ses vestiges sont situés sur la commune autrichienne de Lendorf, à côté de la paroisse de Saint-Pierre-en-Holz (de), à quatre kilomètres à l'ouest de Spittal an der Drau.
Tiburnia est aujourd'hui le nom d'un siège titulaire de l'Église catholique

## Peuplement
Le site de Teurnia est peuplé depuis le XIe siècle av. J.-C. et des éléments archéologiques attestent d'activités humaines liées à la culture des champs d'urnes et à la culture de Hallstatt. Une tribu celte nommée Ambidravi (« ceux qui vivent des deux côtés de la Drave ») dans la littérature gréco-romaine s'installe sur ce site à proximité d'une source et facile à sécuriser vu sa proximité avec une colline, le Holzer Berg.
Les celtes du regnum Noricum entretiennent de bonne relations avec les romains avec lesquels ils concluent des traités favorisant le commerce ainsi qu'en 113 av. J.-C., une alliance militaire contre les Cimbres et les Germains. La Norique est investie sans combat par les Romains en 15 av. J.-C. et devient province romaine.

## Municipe
La Norique est incorporé à l'Empire romain en tant que province vers 50 et, sous le règne de l'empereur Claude, Teurnia est érigé en municipe, à l'instar d'Aguntum, Virunum et Celeia, ce qui lui confère le droit de cité et contribue au développement et à l'équipement du site. Celui-ci se développe particulièrement au cours des IIe et IIIe siècles en fonction des besoins des habitants d'une cité à l'activité commerçante florissante : outre des terrasses spacieuses — deux étant situées sur le versant et au pied de la colline à l'ouest ainsi qu'une autre située plus haut — accueillent des unités résidentielles équipées de chauffage au sol dès le IIe siècle, de canaux assurant le drainage et de jardins clos.
Teurnia se dote en outre d'équipements publics comme un forum avec une basilique pour les activités commerciales et de longues travées pour les commerçants et les marchands. Au sud de cette place centrale très animée est édifié un grand bain thermal, typique du mode de vie romain et de leur vie sociale. Il est vraisemblable que ces installations étaient complétées d'un temple pour le culte officiel des dieux de l'État.
Le début de la période des migrations constitue un tournant important dans l'histoire de la cité et c'est probablement l'invasion des Alamans vers 275 qui incite les habitants à ériger puissant mur de fortification autour du sommet de la colline. Consécutivement aux troubles liés aux invasions et à la dégradation économique, la population et l'activité se réduisent.

## Diocèse

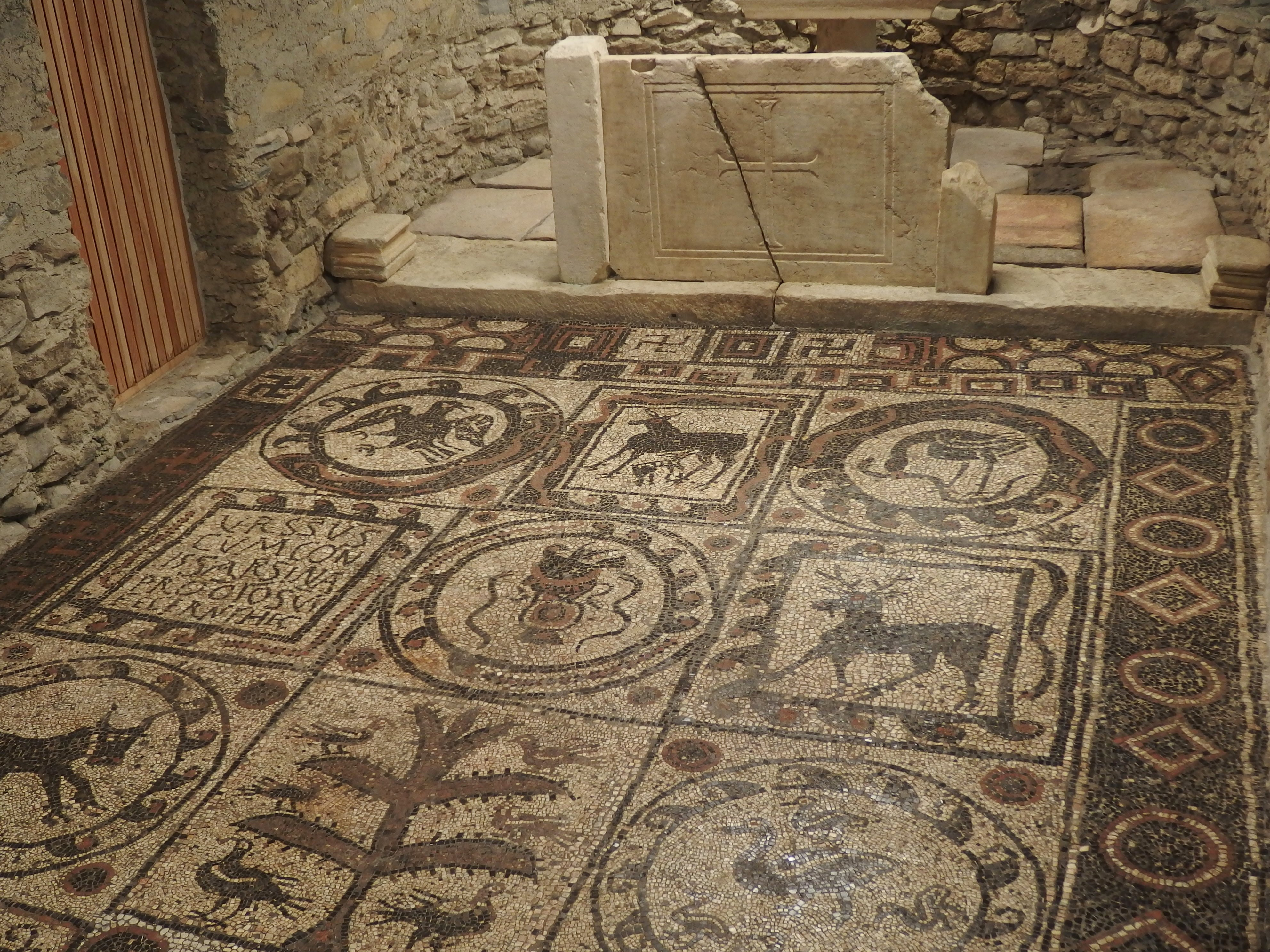
Mosaïque provenant d'une église cimetériale de Teurnia.

Le christianisme s'implante dans les régions danubiennes dès le règne de Marc-Aurèle, du moins au sein de l'armée. Au tournant du IVe siècle des chrétiens y occupent de hautes fonctions gouvernementales, ainsi qu'en atteste la relation du martyre de Florian de Lorch noyé dans l'Enns en 304. Des évêques de Norique sont attestés au concile de Sardique de 343 et l'on peut supposer que l'évêque de Teurnia a fait partie de la délégation.
L'évêché de Teurnia englobe alors tout le district administratif de la cité antique, correspondant peu ou prou à l'actuelle Haute Carinthie, la région de Lungau et une partie septentrionale du Val Canale (it). Mais on ne sait pas précisément si son statut d'évêché métropolitain concerne alors l'ensemble du Norique ou seulement le seul Noricum mediterraneum. Néanmoins, dans la mesure où la ville est sise sur une colline et fortifiée, c'est une des rares agglomération du Norique à résister après l'effondrement du contrôle impérial des frontières au tournant du Ve siècle puis les invasions vandales qui pillent Rome en 410. C'est probablement alors et en raison de ses fortifications que Teurnia devient la capitale provinciale, au détriment de Virunum,
On trouve quelques indications sur Tiburia dans la Vita Sancti Severini, une hagiographie du début VIe siècle consacrée à Séverin du Norique (~410 - ~482) qui constitue l'unique source sur l'Empire romain dans l'actuelle Autriche. La Vita Sancti Severini, mentionne un évêque local du nom de Paulinus dont Séverin prédit l'élection à l'épiscopat par les habitants d'une cité qui prodigue des vêtements pour les chrétiens du Danube dans le besoin mais est constamment exposés aux raids barbares. Suivant la Vita, Paulinus organise, avec l'aide de Séverin, la défense de Teurnia face aux Goths qui assiègent la ville en 472. Les actes synodaux de Grado (en) (vers 572-577) comporte la signature d'un autre évêque de Teurnia du nom de Leonianus.
L'évêché de Teurnia est mentionné pour la dernière fois en 591 dans trois pétitions adressées par les évêques du Patriarcat d'Aquilée à l'empereur byzantin Maurice et la cité semble abandonnée au début du VIIe siècle à la suite des invasions slaves.

## Archéologie
À la suite des différentes campagnes de fouilles réalisées depuis le début du XXe siècle, un musée d'histoire romaine est implanté dans le village de Lendorf.

## Siège titulaire de Tiburnia
Depuis 1968, Tiburnia est le nom d'un siège titulaire archiépiscopal de l'Église catholique. Le titulaire actuel est Andrés Gabriel Ferrada Moreira (en), Secrétaire de la Congrégation pour le clergé.
| Liste des archevêques titulaires de Tiburnia |                                |                                              |                  |                 |
| N.                                           | Nom                            | Fonction lors de la nomination               | Début            | Fin             |
| 1                                            | Emilio Benavent Escuín         | Évêque coadjuteur de Grenade                 | 26 août 1968     | 3 février 1974  |
| 2                                            | Donato Squicciarini            | Nonce apostolique                            | 31 août 1978     | 5 mai 2006      |
| 3                                            | Víctor René Rodríguez Gómez    | Évêque auxiliaire de Texcoco                 | 13 mai 2006      | 25 octobre 2012 |
| 4                                            | Víctor Manuel Fernández        | Recteur de l'université catholique argentine | 13 mai 2013      | 2 juin 2018     |
| 6                                            | Andrés Gabriel Ferrada Moreira | Secrétaire de la Congrégation pour le clergé | 8 septembre 2021 | en cours        |